# Loligo plei
Loligo plei är en bläckfiskart som beskrevs av Henri Marie Ducrotay de Blainville 1823. Loligo plei ingår i släktet Loligo och familjen kalmarer. Inga underarter finns listade i Catalogue of Life.

## Bildgalleri

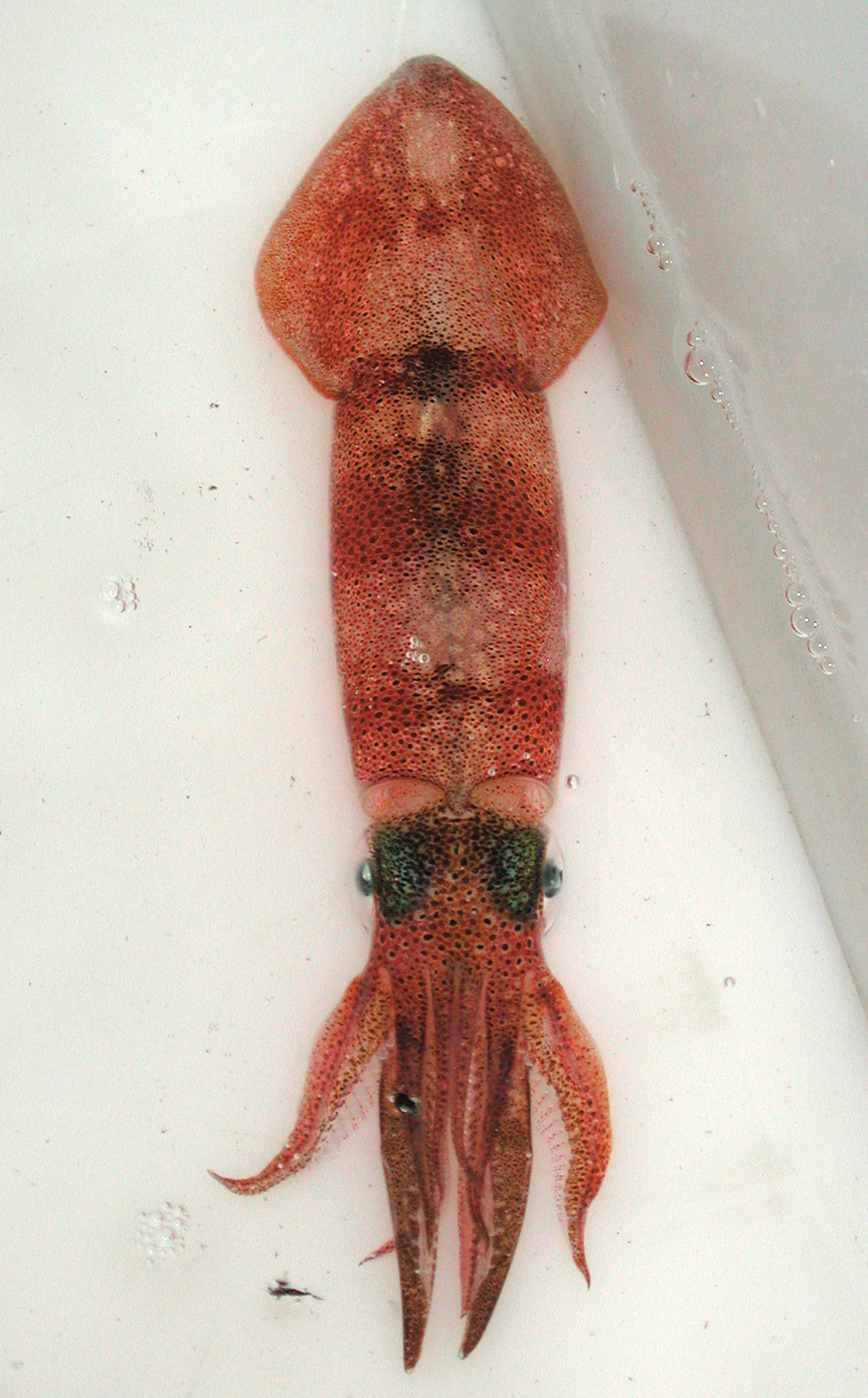